# Queta Navagómez
Enriqueta Nava Gómez, más conocida como Queta Navagómez (Bellavista, Nayarit; enero de 1954), es una escritora y poeta mexicana cuya producción literaria ha sido reconocida con varios premios a nivel nacional, entre ellos fue galardonada con el Premio Nacional de Novela José Rubén Romero en 2008 por El tigre del Nayar, novela basada en la vida y obra de Manuel Lozada.

## Biografía
Queta Navagómez nació en Bellavista, Nayarit en enero de 1954. En su juventud practicó el atletismo y representó a México en carreras de media distancia en competencias a nivel internacional, como los Juegos Centroamericanos y del Caribe de 1973, donde consiguió una medalla de bronce. Estudió la licenciatura en Educación Física y trabajó como docente. Años después realizó un diplomado de creación literaria en la Escuela de Escritores de la Sociedad General de Escritores de México y un seminario de la misma materia en la Universidad Nacional Autónoma de México.
Su obra comprende los géneros de cuento, novela y poesía y la ha convertido en ganadora de premios literarios a nivel nacional en varias ocasiones.

## Premios y reconocimientos
Navagómez ha recibido varios reconocimientos por su obra, obtuvo el primer lugar en el Certamen Literario de la Revista Marie Claire en 1995; recibió el Premio Nacional de Cuento Álica de Nayarit en 1995; el Premio Nacional Bienal de Poesía Alí Chumacero 2003-2004; el Premio Nacional de Cuentos Campiranos de la Universidad Autónoma Chapingo en 2007; el Premio Nacional de Novela José Rubén Romero por El tigre del Nayar en 2008; el Premio del Concurso Nacional de Poesía del Pitic por Raíces de mangle en 2009; el primer premio en la categoría de cuento del Concurso de Cuento y Poesía por el 70 Aniversario de la Secretaría de Salubridad y Asistencia organizado por las revistas Pluma del Ganso y Antídoto en 2013.

## Obra
Entre sus obras se encuentran:

### Antología
- 100 cuentos brevísimos de Latinoamérica (2000) —editora—
- Mujeres poetas de México: antología poética (1940-1965) (2008)
- Minificcionistas de El Cuento: revista de Imaginación (2014)

### Cuento
- Aquí no ha terminado, cuentos brevísimos (1993)
- Piel de niño (2000)
- En busca de un alma (2001)
- De mujer la hoguera (2006)
- Hadas ebrias: cuentos mínimos (2006
- Vocación peligrosa (2015)

### Novela
- Tukari Temai el Hacedor de Lluvias (2002)
- El tigre del Nayar (2010)
- Huichol: la rebelión del máscara de oro (2011)
- La danza de la lluvia: Vida de un curandero (2013)

### Poesía
- Fantasmas de Ciudad (1999)
- Destiempo (2004)
- Canto para desplegar las alas (2004)
- Raíces de mangle (2009)
- Para imaginar nací (2014)